# Tetradoxa
Tetradoxa, biljni rod iz porodice moškovičevki kojoj pripadaju svega jedna vrsta, to je T. omeiensis, kineski endem iz Sichuana
Rizomi se ne vide. Stabljike su visine 10-20 cm. Raste po vlažnim mjestima u šumama, ponekad po stijenama na oko 2300 m. visine.

## Sinonimi
- Adoxa omeiensis H.Hara